# Planinarsko društvo Promina
Planinarsko Društvo Promina je planinarsko društvo iz Drniša.

## Povijest društva
Lokalno stanovništvo je već 1934. bilo zainteresirano za okupljanje u udrugu planinara, pa se već 19. listopada 1938. saziva konstituirajuća skupština Hrvatskog planinarskog društva "Moseć".
Prvi predsjednik je bio Andro Skelin, a tajnik Andro Sabalić. No ubrzo slijedi 2. svjetski rat i društvo privremeno prestaje s djelovanjem.
Planinarsko društvo pod današnjim imenom osnovano je 5. prosinca 1958 g, a inicijator je bio odvjetnik Miće Viličić.
Društvo 1959. otvorilo sklonište u Docu na Promini i organizira niz uspješnih uspona, na Dinaru, Mosor i Kozjak.  Godine 1974. društvo broji 47 članova, a predsjednik je g. Ante Lilić iz Siverića.
Godine 1977., u vrijeme predsjedovanja Vice Novakovića, započinje je gradnja planinarske kuće na Promini. Kuća je dovršena 1984., kojom prigodom tom je organiziran i slet planinara Dalmacije. Zabilježeni su uspješni usponi na Triglav, Durmitor, Čvrsnicu, te penjački usponi u stijenama iznad Roškog slapa i spelološka istraživanja, zimski usponi na Dinaru itd.
Za vrijeme Domovinskog rata, članovi društva aktivno sudjeluju u postrojbama HV-u, te su uključeni u operacije na planinama Šatoru i Dinari. Tijekom rata se i obnavlja rad društva, pa se 1994. u Šibeniku održava obnoviteljska i izborna skupština, pri čemu je za predsjednika je izabran Petar Bukarica a za tajnika Josip Matić – Doc. Organiziraju se izleti na sjeverni Velebit, Biokovo i Mosor, često i uz logističku podršku 142. brigade HV.
Nakon oslobađanja Drniša, nastavlja se rad na obnovi devastirane planinarske kuće na Promini. Istovremeno se nastavlja organiziranje izleta i alpinističkih uspona od kojih je najznačajniji uspon na Mont Blanc (4810 m/nv) 1998. g., GrossGlokner 3798 m/nv, 1999., Regina Margarita-Monte Rosa 4545 m/nv, Monte Chinto (Korzika) 2790 m/nv, Breithorn (4165 m/nv).
Svake se godine organiziraju zimski usponi na Sveto Brdo (1753 m/nv) i Troglav (1913 m/nv). Godine 2005. je osnovan i speleološki odsjek društva, a do 2010. 14 članova društva završava speleološku školu u organizaciji HPK Mihovil Šibenik. Kada se 2004. osniva stanica HGGS-a u Šibeniku, trojica članova društva postaju njeni članovi i pritom završavaju tečajeve u organizaciji HGSS-a, te sudjeluju u brojnim potragama za nestalim osobama.
Godine 2008. u prostorijama društva gradi se prva Bouldering stijena u Šibensko-Kninskoj županiji.